# Josef Waßler
Josef Waßler (* 14. Februar 1841 in Lana; † 23. Juli 1908 in Meran) war ein Bildschnitzer und Kunsttischler aus Tirol. Er schuf 32 Altäre im neugotischen Stil, viele von diesen stehen unter Denkmalschutz.

## Leben
Nach der Pflichtschule besuchte Josef Waßler zwei Jahre das Benediktinergymnasium in Meran, danach lernte er vier Jahre Zeichnen und Schnitzen bei Franz Xaver Pendl. Ab 1861 arbeitete er als Geselle in der Mayer’sche Hofkunstanstalt in München. Zu dieser Zeit erhielt er Unterricht durch Josef Knabl. Am Anfang der 1860er Jahre ging Waßler nach Köln und arbeitete unter Peter Fuchs am Kölner Dom, wobei er die Steinbearbeitung erlernte. 1867 ließ er sich in Lana nieder, 1876 übersiedelte er mit seiner Werkstatt nach Meran.
Waßler war Mitglied des Münchner Vereins für Christliche Kunst.

## Werke
- Assistenzfiguren am Hochaltar im Deutschordenskonvent in Lana, 1867
- Figuren im Gesprenge am Hochaltar in Maria Himmelfahrt in Mölten, um 1867
- Reliefs am Hochaltar in der Pfarrkirche von Burgstall, 1870
- Kreuzwegstationen im Relief, Bet-, Chor- und Beichtstühle in der Pfarrkirche von Niederlana, 1872–1888
- Hochaltar und beide Seitenaltäre in der Pfarrkirche von Algund, 1874–1878
- Hochaltar in der Pfarrkirche Altrei, 1874
- Hochaltar in der Pfarrkirche Tessenberg, urkundlich 1874
- Hochaltar in der Pfarrkirche von Gummer, 1876
- Hochaltar in St. Katharina Kaltern, 1878
- Hochaltar und beide Seitenaltäre in der Pfarrkirche von Lichtenberg, 1878
- Hochaltar in der Pfarrkirche von Klausen, 1879
- Notburgaaltar in St. Valentin in Obermais, 1884/1885
- Seitenaltar in St. Vigilius in Obermais, 1884/1885
- Beichtstühle in St. Nikolaus (Meran) in Meran

## Bilder

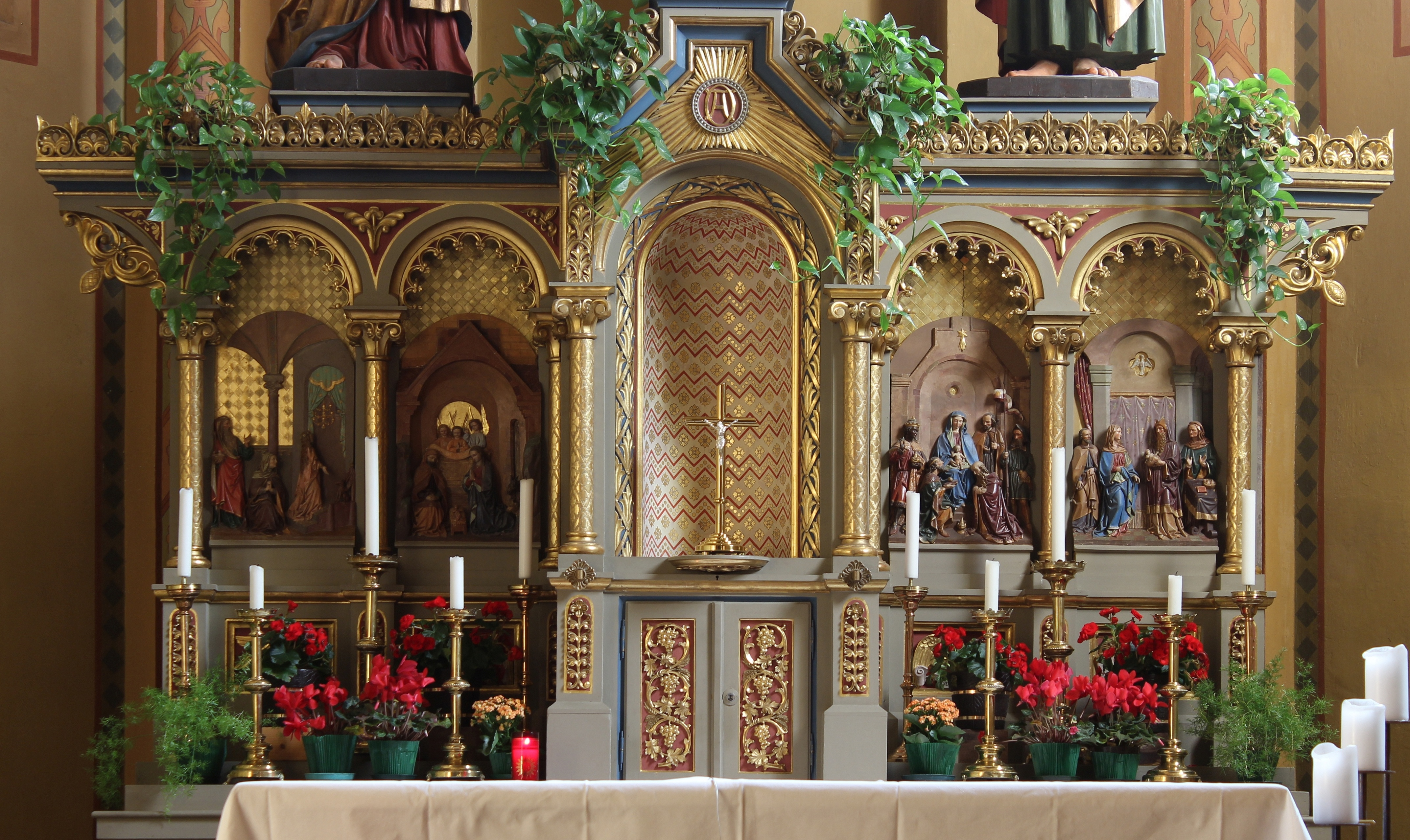
Altarreliefs in der Pfarrkirche von Burgstall 1870
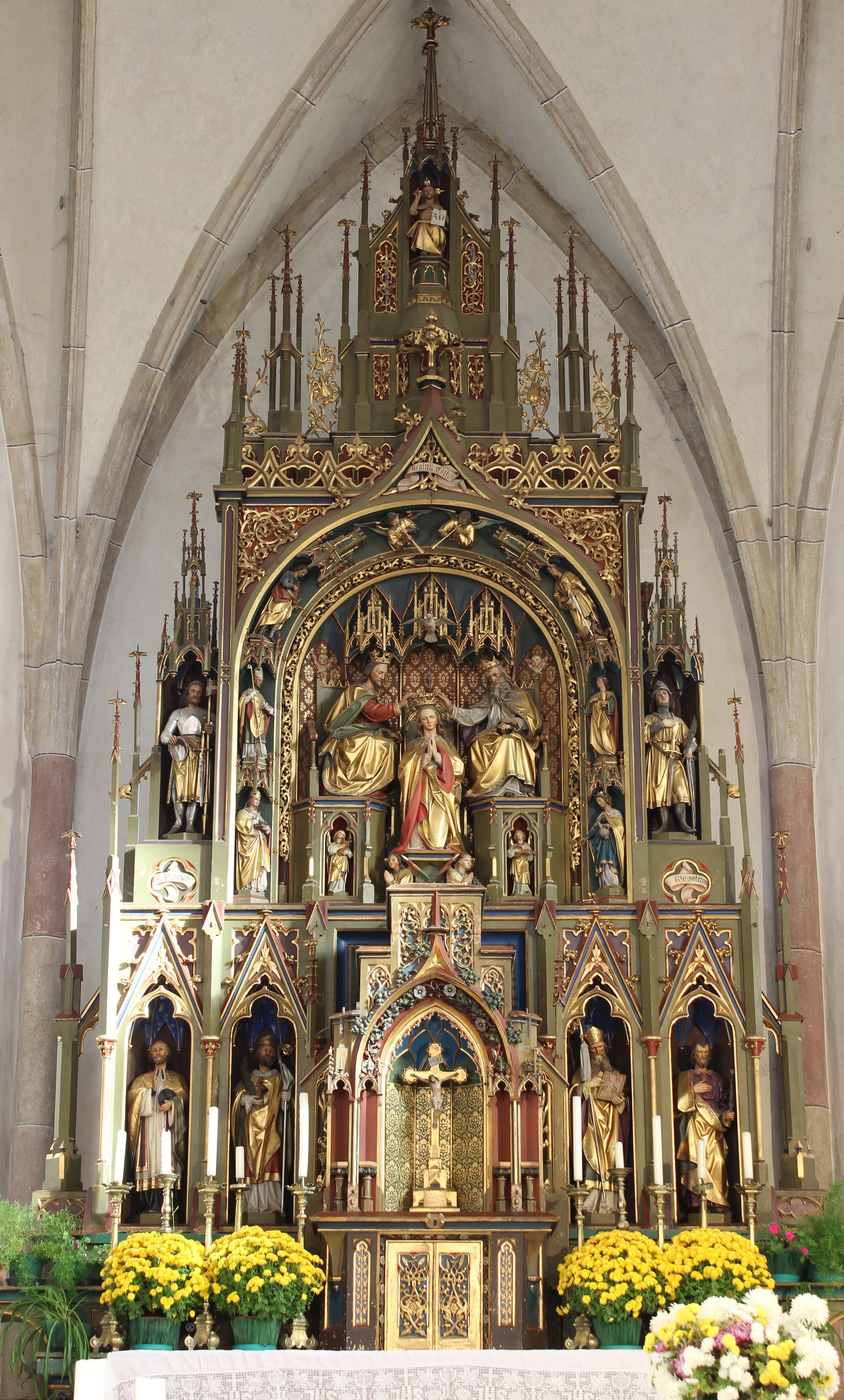
Hauptaltar St. Hippolyt und Ehrhard in Algund 1871
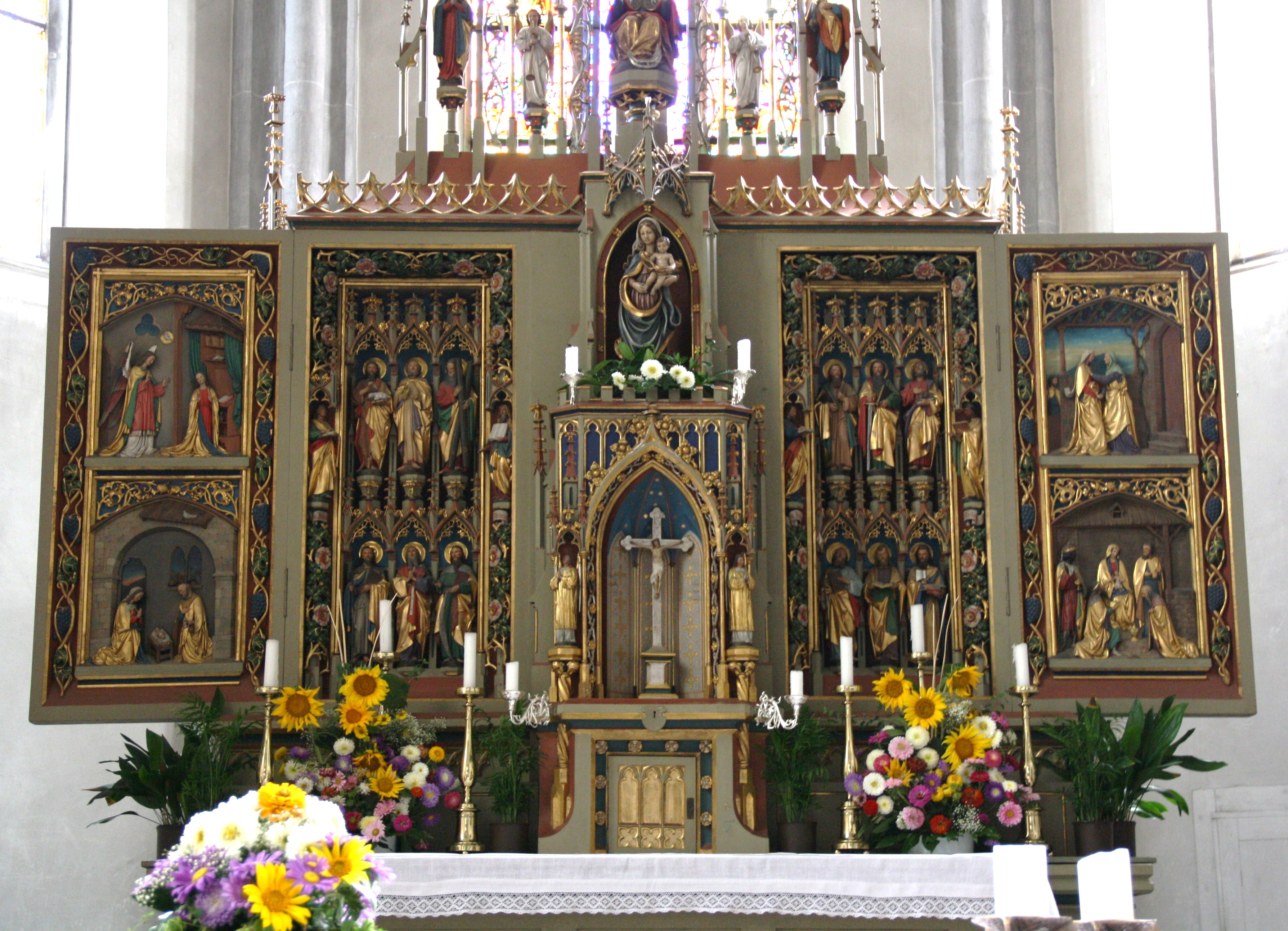
Altar St. Andreas in Klausen 1879
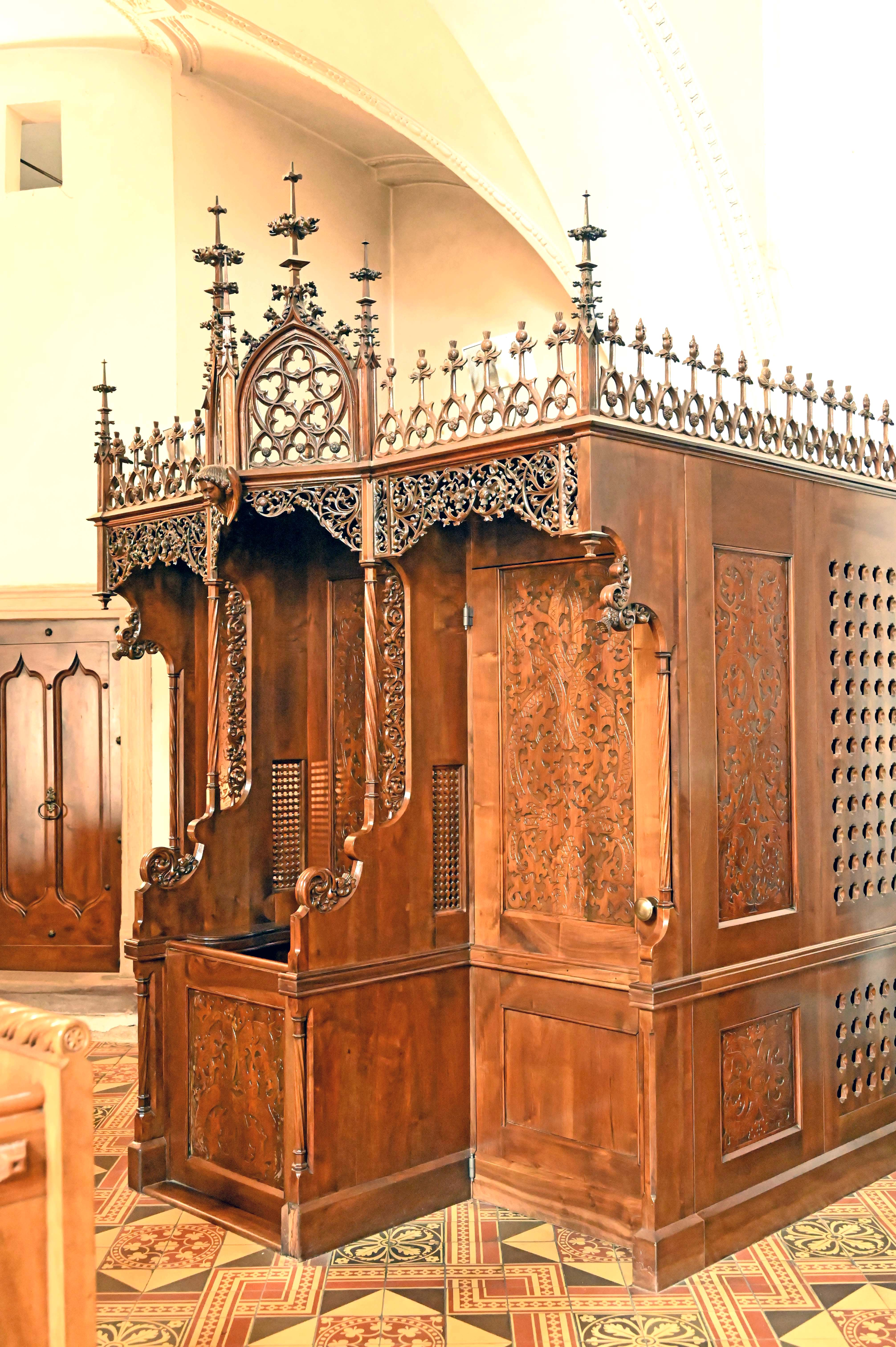
Beichtstuhl St. Nikolaus (Meran)